# Baumanskaja
Baumanskaja (ros. Бауманская) – stacja moskiewskiego metra linii Arbacko-Pokrowskiej (kod 047). Nazwana na cześć rosyjskiego rewolucjonisty Nikołaja Baumana (1873-1905). Powstała w trzecim etapie budowy metra na odcinku Kurskaja - Partizanskaja. Wyjścia prowadzą na ulicę Baumanskaja.

## Pasażerowie
Stacja jest drugą najbardziej zatłoczoną stacją w moskiewskim metrze (po stacji Wychino). Wynika to z bliskości trzech uczelni: Moskiewskiego Uniwersytetu Technicznego im. Baumana, Moskiewskiego Uniwersytetu Inżynierii Lądowej i Moskiewskiej Akademii Prawniczej.

## Konstrukcja i wystrój
Jednopoziomowa stacja typu pylonowego z trzema komorami i jednym peronem. Tematem wystroju jest praca na froncie podczas wielkiej wojny ojczyźnianej. Kolumny obłożono różowym marmurem z dwoma pasami polerowanych porfirów. W hallu stacji znajdują się rzeźby czerwonoarmistów, partyzantki, pracownika, rolnika i innych. Na końcu znajduje się mozaika przedstawiająca Lenina na tle powiewających sztandarów. Szary i czarny marmur pokrywa ściany nad torami, a szary, czarny i czerwony podłogi. W westybulu stacji stoi popiersie Baumana i znajduje się mozaika "Chwała Armii Sowieckiej" (Слава Советской Армии). W planach jest budowa drugiego wyjścia ze stacji.